# Солихалл Мурс
«Солихалл Мурс» (англ. Solihull Moors Football Club) — английский профессиональный футбольный клуб из города Солихалл, графство Уэст-Мидлендс. Образован в 2007 году в результате слияния клубов «Мур Грин» и «Солихалл Боро». Домашние матчи проводит на стадионе «Дэмзон Парк».
В настоящее время выступает в Национальной лиге, пятом по значимости дивизионе в системе футбольных лиг Англии.

## История
10 июля 2007 года клуб официально объявил в слиянии с «Мур Грин» и «Солихалл Боро».
В одной из своих первых игр «Солихалл» выиграл у резервистов «Бирмингем Сити». Такой матч стал проводиться ежегодно.
В ноябре 2007 года клуб объявил о партнёрстве с регбийным клубом «Пертемпс Бис». «Соллихал» и «Пертемпс» стали играть на одном стадионе. В понедельник, 7 февраля 2011 года тренер Боб Фолкнер, который отдал клубу 25 лет, умер от рака в возрасте 60 лет. Майкл Мур был первоначальной заменой Фолкнера, но он ушёл в отставку 21 июня 2011 года. Пост тренера занял ассистент тренера «Мансфилд Таун» Маркус Бигнот. Он был назначен на эту должность 27 июня 2011 года.